# King James Version
De King James Version (KJV) van de Bijbel is een Engelse Bijbelvertaling uit 1611, gepubliceerd op last van koning Jacobus I van Engeland. Deze versie van de Bijbel was het werk van 54 geleerden en geestelijken, die meer dan zeven jaar samenwerkten in subcommissies van negen personen, de zogenoemde 'companies'. De vertalers grepen ook terug op de oorspronkelijke Hebreeuwse, Griekse en Aramese teksten.

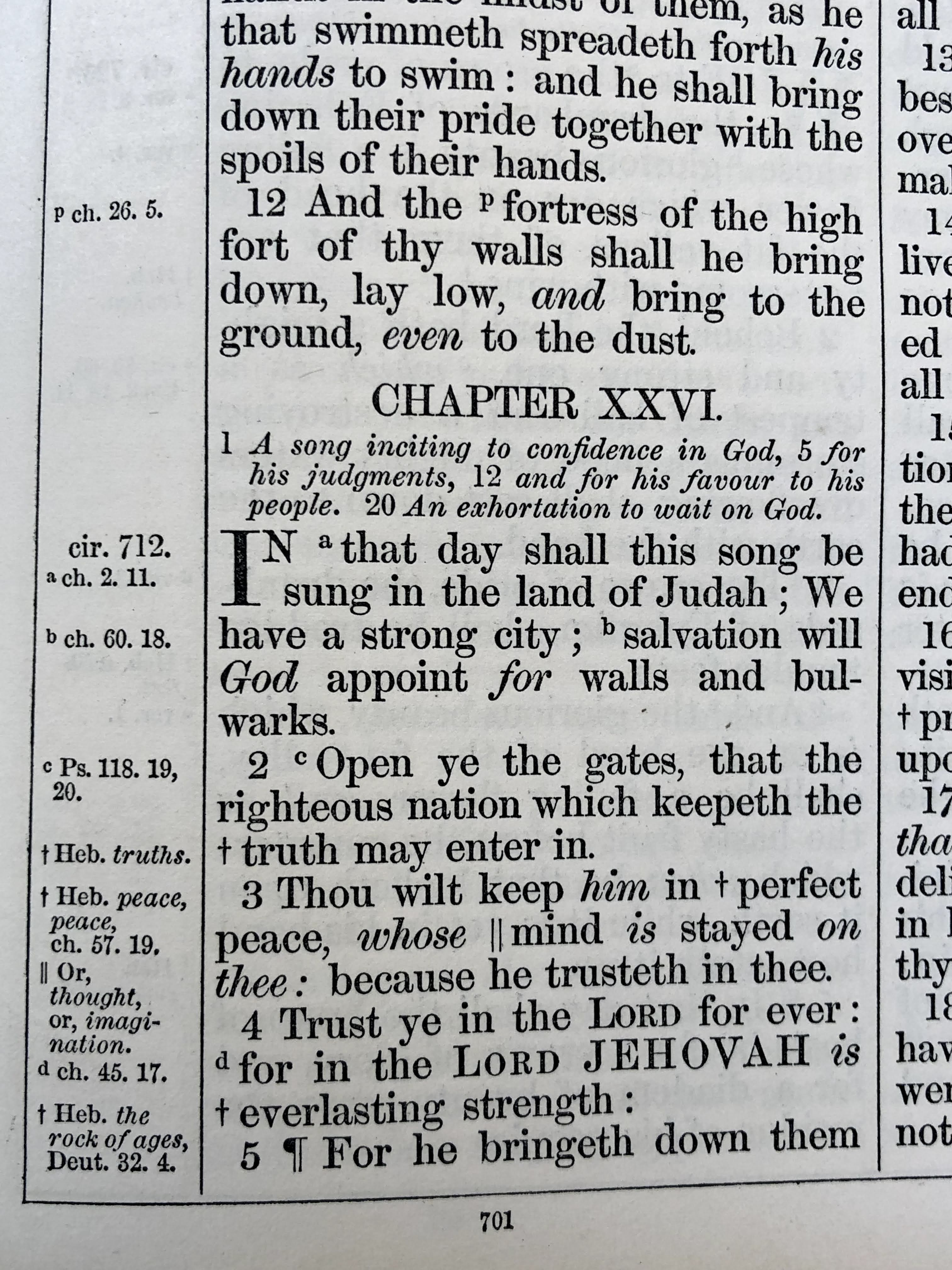
Gods naam Jehovah in de King James 1853 Jesaja 26:3

## Geschiedenis
Deze officiële Engelse bijbel moest het gebruik van voorgaande vertalingen vervangen. Deze vertaling heette officieel "geautoriseerd" te zijn, vandaar dat ook wel de naam Authorized Version wordt gebruikt. Later is een aantal nieuwe edities gepubliceerd, een bekende is uit 1769. De King James Version is grotendeels gebaseerd op de Genève-bijbel uit 1599, welke op zijn beurt voor 80% de tekst van William Tyndales Nieuwe Testament bevat. De totstandkoming van de King James Version deed de Synode van Dordrecht (1618-1619) besluiten ook in Nederland tot een officiële Bijbelvertaling te komen, dit werd de Statenvertaling.
In 1604 belegde koning Jacobus I in Hampton Court Palace een ontmoeting met een delegatie van Engelse puriteinen (de Hampton Court Conference).  Deze conferentie leidde tot de publicatie van de King James Bible in 1611.
Er zijn diverse pogingen ondernomen om de tekst van de King James Version te moderniseren. Vermeldenswaardig zijn de revisie door Noah Webster in 1833 (Webster Bible), de New King James Version, de 21st Century King James Version, Modern King James acc. Green.
In 1942 werden drukplaten van een bijbel in de King James Version met kantlijnverwijzingen gekocht van de uitgeverij A. J. Holman in Philadelphia (Pennsylvania) door het Wachttorengenootschap, de organisatie van Jehova's getuigen. Jehova's getuigen hebben echter hun eigen Bijbelvertaling, de Nieuwewereldvertaling.

## King James Only
In 2012 stond de King James Version op nummer twee van meest verkochte Bijbelvertalingen in de Verenigde Staten.
Diverse kerkverbanden (vooral in Schotland en de Verenigde Staten) gebruiken de King James Version nog in hun erediensten. Deze kerken worden KJV only churches genoemd, de groep voorstanders vaak de King James Only Movement. Vooral in de Verenigde Staten worden vaak verhitte discussies gevoerd tussen voor- en tegenstanders. Een groot verdediger van de KJV is de Britse Trinitarian Bible Society. De volgende kerkverbanden maken gebruik van de King James Version in hun erediensten:

### Verenigd Koninkrijk
- Associated Presbyterian Churches
- Free Church of Scotland
- Free Church of Scotland (Continuing)
- Free Presbyterian Church of Ulster
- Free Presbyterian Church of Scotland
- Reformed Presbyterian Church of Ireland
- Reformed Presbyterian Church of Scotland
- Strict Baptists

### Noord Amerika
- American Presbyterian Church
- Apostolic Christian Church
- Covenant Reformed Presbyterian Church
- Free Presbyterian Church of North America
- Free Reformed Churches of North America
- Heritage Reformed Congregations
- Netherlands Reformed Congregations
- Orthodox Presbyterian Church (deels)
- Presbyterian Church in America (kleine minderheid)
- Presbyterian Reformed Church
- Reformed Congregations in North America
- Reformed Presbytery of North America, General Meeting (RPNA-GM)
- Reformed Presbyterian Church General Assembly (kleine minderheid)
- Reformed Presbyterian Church Hanover Presbytery
- Reformed Presbyterian Church of North America
- Traditional Protestant Episcopal Church
- Upper Cumberland Presbyterian Church
- Westminster Presbyterian Church in the United States

### Australië
- Australian Free Church
- Evangelical Presbyterian Church of Australia
- Presbyterian Church of Eastern Australia
- Reformed Presbyterian Church of Australia
- Southern Presbyterian Church

Behalve de genoemde kerkverbanden maken over de hele wereld honderden vrije gemeenten gebruik van de King James Version.

## Verder lezen
- Nicolson, Adam (2003). God's Secretaries: The Making of the King James Bible. Harper Collins. ISBN 0-06-018516-3.